# 河野通重 (但馬守)
河野 通重（こうの みちしげ）は、戦国時代から安土桃山時代の武将。武田家家臣より徳川家家臣になる。八王子千人同心9人の千人頭の一家。

## 略歴
代々伊予国に住んでいたが、通重の時に甲斐国に移った。最初は武田氏に横目衆として仕え、天正10年（1582年）武田氏没落後は早期に徳川家康に仕え、甲州九口之道筋奉行に命じられる。天正12年（1584年）小牧・長久手の戦いに従軍。天正15年（1587年）に致仕。文禄4年（1595年）、86歳で死去。
子孫は八王子千人頭の10家の内の一家として幕末まで旗本として徳川幕府に仕えた。